# Ocean Colour Scene
Ocean Colour Scene (geralmente abreviado para OCS) é uma banda inglesa de Britpop de Birmingham.

## História
O OCS foi formado depois que outras duas bandas locais chamadas The Boys e Fanatics se desfizeram. Fanatics lançaram um EP intitulado Suburban Love Songs.
Seu primeiro single de 7" teve o título de "Sway" e foi lançado no início da era indie no Reino Unido nos anos 1990. Entretanto, quando sua gravadora foi adquirida por uma grande empresa, Phonogram Records, seu debute de mesmo nome foi mexido, contra os desejos da banda, para ficar ajustado com a tendência musical do genêro Madchester.Com o álbum fadado ao fracasso, e com a banda numa disputa com sua gravadora, eles passaram alguns anos no esquecimento.
Com a explosão do Britpop, a música do OCS tornou-se nacional e internacionalmente conhecida.
Seu segundo álbum Moseley Shoals foi aclamado pela crítica, contendo quatro hits e alcançando a elevada posição do segundo lugar no ranking de álbuns no Reino Unido (UK Albums Chart). Foi seguido pelo lançamento de Marchin' Already que desbancou o Oasis e chegou ao topo do ranking.
Sua músicaThe Riverboat Song foi apresentada no programa de televisão da Inglaterra chamado TFI Friday (apresentado por Chris Evans) como música de fundo quando os convidados eram introduzidos, e "Hundred Mile High City" e "July" foram utilizadas na trilha sonora do filme Lock, Stock and Two Smoking Barrels (Jogos, Trapaças e Dois Canos Fumegantes) e em séries de televisão. Já seu primeiro hit "The Riverboat Song" foi utilizado no filme Strength and Honour com o ator Vinnie Jones.
O OCS também tocou na maior apresentação aberta de todos os tempos, até então, em Knebworth junto com o Oasis nos dias 10 e 11 de agosto de 1996.
Simon Fowler recebeu uma vez uma mensagem de uma fã espanhola pedindo permissão para usar sua letra "Get up and drink to the days / Ones who are gone in the shortest while" (algo como "Levante e beba aos dias/ os quais se vão no mais curto instante") na lápide do túmulo de seu irmão, que havia morrido num acidente de carro. Ele disse posteriormente algo próximo à "Isso significa mais do que ir para o Top of the Pops (ranking promovido pela BBC)".
("That's got to mean more than going on Top of the Pops"). A letra era da música "One for the Road" do álbum "Moseley Shoals".
Em 1998, eles lideraram sua própria turnê e tocaram três noites com lotação esgotada no Castelo Stirling, na Escócia. Sua turnê conseguiu atingir a maior venda diante de qualquer outra banda do Reino Unido em 1998.
Passado por alguns mudanças na formação, a banda continuou a gravar e fazer exibições, ainda que eles tenham se esforçado para recapturar o sucesso que experimentaram com seu notável álbum Moseley Shoals.
O guitarrista Steve Cradock e o baixista Damon Minchella são membros da banda que acompanha o ex-líder do The Jam Paul Weller nas suas apresentações ao vivo e participando dos álbuns solo. O vocalista Simon Fowler também contribuiu com álbuns de Paul Weller no passado.
Cradock e Minchella ainda regularmente se apresentam com Weller, apesar de Minchella não ser um membro ativo do Ocean Colour Scene. Durante seu auge (na época do lançamento de Moseley Shoals), o OCS também se apresentou com Noel e Liam Gallagher do Oasis com quem eles fizeram turnê no período. Essas ligações se dão principalmente pelas habilidades musicais do OCS, as quais os Gallaghers e Paul Weller elogiam amplamente.
Uma performance digna de nota com os Gallaghers foi uma devastadora versão da música "Day Tripper", que foi incluída como lado-B ao vivo no single "The Circle". A canção também foi incluída no álbum compilado de lados-B B-sides, Seasides and Freerides. Noel Gallagher teve acesso a uma cópia em estágio avançado da música durante uma entrevista na rádio BBC. A entrevista focava principalmente o Oasis que iria se apresentar no Knebworth House e o OCS tocaria junto. Mais de 2,6 milhões de pessoas  se candidataram para comprar ingressos para as exibições, fazendo com que fosse a maior demanda por ingressos de shows da história britânica. Havia um público de mais de 250.000 pessoas.
Eles estão atualmente gravando seu próximo álbum com o produtor Gavin Monaghan, conhecido pelo seu trabalho com Editors, Scott Matthews, Robert Plant, The Holloways e The Twang.
OCS tocou no OXEGEN festival na Irlanda e foi extremamente bem recebido pelo público na Green Room na noite de Sábado. A banda também tocou em festivais no Japão/Coréia do Sul durante o mês de agosto de 2007, onde ela foi bem recebida apesar de seus integrantes pensarem que eles não eram muito conhecidos por lá. Tocaram também no V Festival no fim de semana dos dias 18 e 19 de agosto de 2007 no JJB/Puma Arena e em 2009 estarão no V Stage pelo mesmo festival.

## Membros da banda
A formação original era:
- Steve Cradock; (nasc.: 22 Agosto 1969); guitarras, piano, bandolim, E-bow, autoharp, órgão e vocais de apoio
- Simon Fowler, (nasc.: 25 Maio 1965); vocal, piano, gaita e acoustic guitar
- Oscar Harrison (nasc.: 15 Abril 1965); bateria, piano e vocais de apoio.
- Damon Minchella (nasc.: 1 Junho 1969); baixo elétrico

Damon Minchella foi demitido pela banda em 2003, temporariamente substituído por Gary "Mani" Mounfield para uma parceria com Stereophonics, e permanentemente substituído por Dan Sealey no baixo. Outro guitarrista, Andy Bennett, também foi incorporado, formando-se assim um quinteto.